# Monts Khentii
Pour l’article homonyme, voir Khentii.
Les monts Khentii (mongol : ᠨᠲᠡᠢ
ᠨᠢᠷᠤᠭᠤ ; cyrillique : Хэнтий нуруу ; translittération : Khentii nuruu) sont une chaîne de montagne située principalement dans les aïmag de Khentii et Töv, en Mongolie. Le mont Burkhan Khaldun et le mont Bogd Khan Uul sont situés dans cette chaîne de montagne.